# Ectemnius cavifrons
Ectemnius cavifrons är en stekelart som först beskrevs av Thomson 1870.  Ectemnius cavifrons ingår i släktet Ectemnius, och familjen Crabronidae. Arten är reproducerande i Sverige.

## Bildgalleri

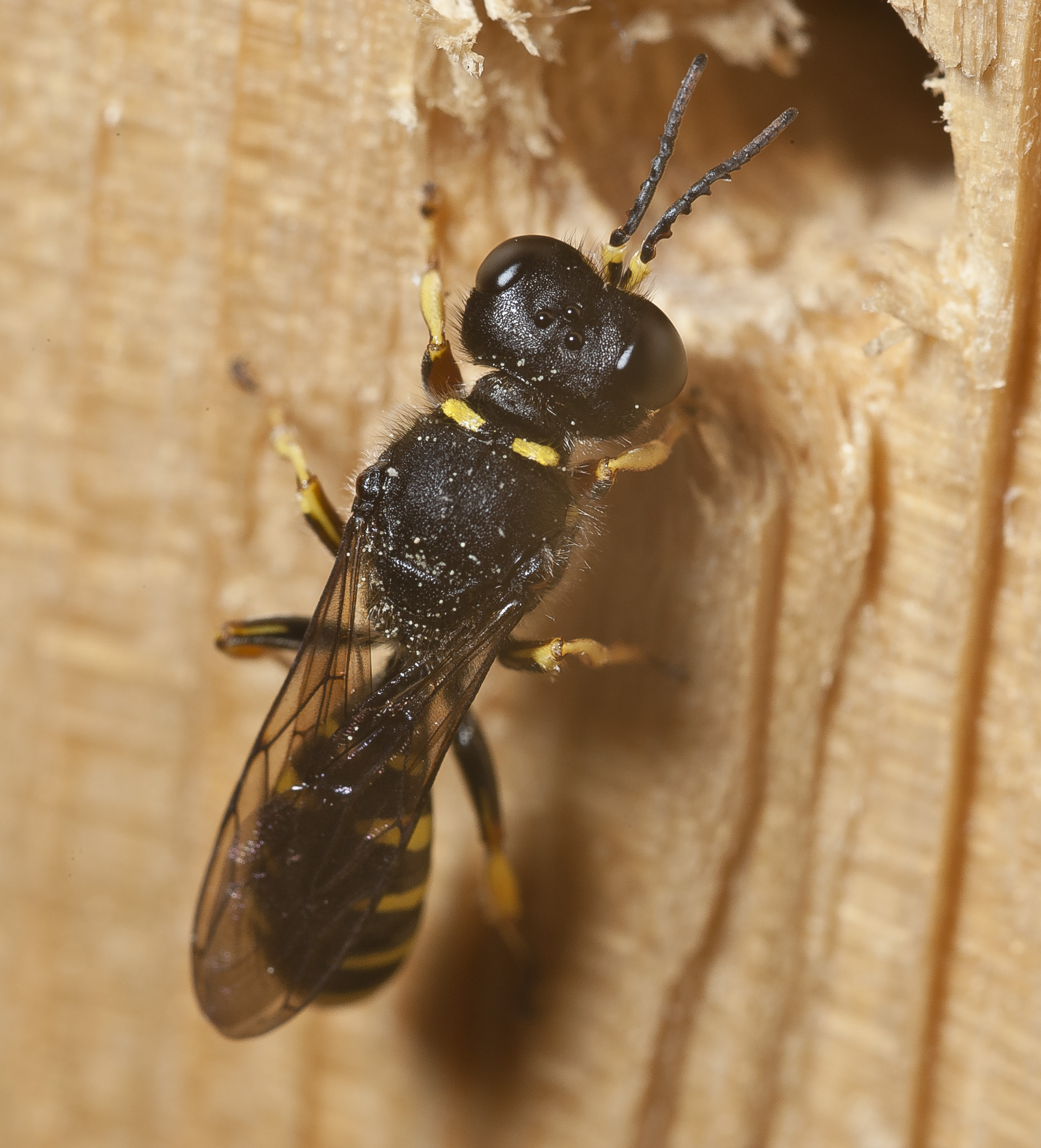